# Repolusthöhle
Die Repolusthöhle befindet sich nördlich von Peggau im Badlgraben in der Steiermark (Österreich), oberhalb von Badl an der Mur.
Die Repolusthöhle ist eine Protoaurignacien-Station mit den bislang ältesten Spuren menschlicher Existenz in Österreich. Mehrere gefundene Feuerspuren weisen ein Alter von zirka 300.000 Jahren auf.
Im Jahre 1910 wurde die Höhle vom Bergknappen Anton Repolust (* 1877, † im Ersten Weltkrieg) aus Badl (Frohnleiten) entdeckt. Hermann Bock untersuchte die Höhle zehn Jahre später und stieß bei Probegrabungen auf Steinwerkzeuge. 1948 wurde mit einer Grabungskampagne begonnen, bei welcher über 2000 Steinwerkzeuge, Knochengeräte und Keramikreste aus verschiedenen Perioden geborgen wurden. Bei Nachuntersuchungen an Höhlenbärenknochen in den 1980er Jahren durch Gernot Rabeder wurden auch neue Datierungen vorgenommen, bei welchen ein Teil der Altfunde um 100.000 Jahre alterte. Die Funde umfassen einen Zeitraum von mehr als 210.000 Jahren.
In den Fundschichten konnten auch über 5000 Säugetierknochen, unter anderem von Biber, Dachs, Höhlenbär, Wildkatze und Wildschwein geborgen werden.

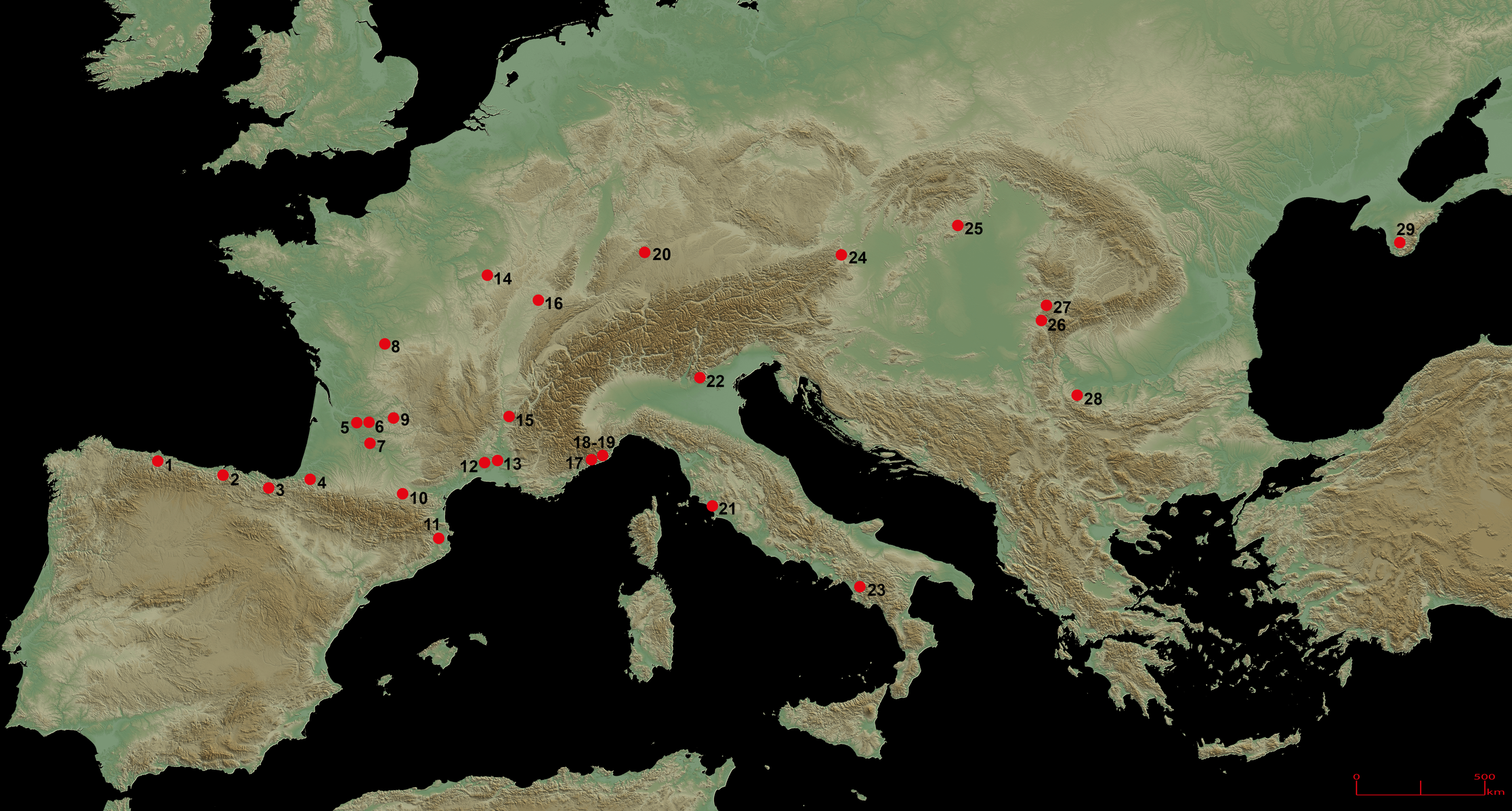
Fundplätze des Protoaurignacien - Nr. 24 ist die Repolusthöhle

Hinzu kommen die möglicherweise ältesten Spuren von Ketten aus durchbohrten Schneidezähnen von Wölfen oder durchbohrten Steinklingen bestanden.
Die Funde befinden sich heute im Universalmuseum Joanneum.
Auf der gegenüber liegenden Talseite befindet sich auch die Badlhöhle, die aber durch Phosphaterdeabbau im Ersten Weltkrieg archäologisch weniger bedeutend ist.